# 吉祥寺 (北九州市)
吉祥寺（きちじょうじ）は、福岡県北九州市八幡西区吉祥寺（きっしょうじ）町に所在する浄土宗の寺院。山号は誕生山。院号は聖光院。本尊は阿弥陀如来。開山は浄土宗鎮西派の祖である弁長。
一般的に地名同様に「きっしょうじ」と呼ばれることが多いが、寺院名は「きちじょうじ」の読みが正しい。公的な道路表示にも間違いが多々見受けられる。
境内に4種類10数本のフジが植えられており、その中のノダフジ3本は樹齢130年に達し、北九州市の保存樹に指定されている。フジの開花シーズン中の毎年4月27日から4月29日にかけて「吉祥寺藤まつり」が開催される。

## 歴史
建保5年（1217年）に弁長を開山、香月則宗を大檀越として創建される。一時衰退するが、文明5年（1483年）に香月興則により再興される。
明治21年（1888年）に境内に弁長の記念碑が建立される。

## 交通アクセス
- 筑豊電気鉄道線筑豊香月駅より徒歩27分（2.2㎞）。
- JR九州鹿児島本線黒崎駅より西鉄バス東曲里町・引野口・沖田・大平経由香月営業所ゆきに乗車し「明治町団地」下車徒歩11分（880m）。
- 高速バス千代ニュータウンバスストップから徒歩17分(1.4㎞)
- 北九州高速4号線小嶺出入口より2㎞。